# اوکانین
اوکانین (به انگلیسی: Okanin) با فرمول شیمیایی C۱۵H۱۲O۶ یک ترکیب شیمیایی با شناسه پاب‌کم ۵۲۸۱۲۹۴ است. که جرم مولی آن ۲۸۸٫۲۵ g/mol می‌باشد. 